# جرج کلیثورپ
جرج کلیثورپ (انگلیسی: George Cleethorpe؛ زادهٔ ۱۷ دسامبر ۱۸۸۳ - ۲۶ اوت ۱۹۶۱) بازیگر اهل ایالات متحده آمریکا بود. او از سال ۱۹۲۱ دستیار کارگردان جس رابینز بود.
از فیلم‌هایی که وی در آن‌ها نقش داشته‌است، می‌توان به پلیس اشاره نمود.